# Malaika Mihambo
Malaika Mihambo (n. 3 februarie 1994, Heidelberg, Germania) este o săritoare în lungime germană, medaliată olimpică. A participat la 3 ediții ale Jocurilor Olimpice (2016, 2020, 2024) în care a câștigat o medalie de aur și o medalie de argint. În anii 2019 și 2022 a devenit campioană mondială.

## Palmares
| An   | Competiție                              | Locație                    | Loc | Note   |
| ---- | --------------------------------------- | -------------------------- | --- | ------ |
| 2011 | Campionatul Mondial de Juniori (sub 18) | Lille, Franța              | 9   | 5,81 m |
| 2012 | Campionatul Mondial de Juniori          | Barcelona, Spania          | 14  | 6,15 m |
| 2013 | Campionatul European de Juniori         | Rieti, Italia              | 1   | 6,70 m |
| 2013 | Campionatul Mondial                     | Moscova, Rusia             | 18  | 6,49 m |
| 2014 | Campionatul European pe Echipe          | Braunschweig, Germania     | 1   | 6,90 m |
| 2014 | Campionatul European                    | Zürich, Elveția            | 4   | 6,65 m |
| 2015 | Campionatul European de Tineret         | Tallinn, Estonia           | 1   | 6,73 m |
| 2015 | Campionatul Mondial                     | Beijing, China             | 6   | 6,79 m |
| 2016 | Campionatul European                    | Amsterdam, Țările de Jos   | 3   | 6,65 m |
| 2016 | Jocurile Olimpice                       | Rio de Janeiro, Brazilia   | 4   | 6,95 m |
| 2018 | Campionatul Mondial în sală             | Birmingham, Marea Britanie | 5   | 6,64 m |
| 2018 | Campionatul European                    | Berlin, Germania           | 1   | 6,75 m |
| 2018 | Cupa Continentală                       | Ostrava, Cehia             | 3   | 6,86 m |
| 2019 | Campionatul European în sală            | Glasgow, Marea Britanie    | 4   | 6,83 m |
| 2019 | Campionatul European pe Echipe          | Bydgoszcz, Polonia         | 1   | 7,11 m |
| 2019 | Campionatul Mondial                     | Doha, Qatar                | 1   | 7,30 m |
| 2021 | Campionatul European în sală            | Toruń, Polonia             | 2   | 6,88 m |
| 2021 | Jocurile Olimpice                       | Tokio, Japonia             | 1   | 7,00 m |
| 2022 | Campionatul Mondial                     | Eugene, Statele Unite      | 1   | 7,12 m |
| 2022 | Campionatul European                    | München, Germania          | 2   | 7,03 m |
| 2023 | Campionatul European în sală            | Istanbul, Turcia           | 4   | 6,83 m |
| 2024 | Campionatul European                    | Roma, Italia               | 1   | 7,22 m |
| 2024 | Jocurile Olimpice                       | Paris, Franța              | 2   | 6,98 m |
| 2025 | Campionatul European în sală            | Apeldoorn, Țările de Jos   | 3   | 6,88 m |